# Eucleoteuthis luminosa
Eucleoteuthis luminosa är en bläckfiskart som först beskrevs av Sasaki 1915.  Eucleoteuthis luminosa ingår i släktet Eucleoteuthis och familjen Ommastrephidae. Inga underarter finns listade i Catalogue of Life.